# 5563 Yuuri
5563 Yuuri eller 1991 VZ1 är en asteroid i huvudbältet som upptäcktes den 9 november 1991 av de båda japanska astronomerna Seiji Ueda och Hiroshi Kaneda i Kushiro. Den är uppkallad efter Yuuri Ueda.
Asteroiden har en diameter på ungefär 10 kilometer.